# Служба разведки и государственной безопасности (Ангола)
Служба разведки и государственной безопасности (порт. Serviço de Inteligência e Segurança de Estado, SINSE) — ангольская спецслужба, орган разведки, контрразведки, госбезопасности и политического сыска. Создана в 2010 на базе службы информации, выделенной из министерства внутренних дел. С 2018 SINSE возглавляет генерал Миала, доверенный силовик президента Лоренсу.

## Предыстория

### DISA
Первая служба госбезопасности НР Ангола — Директорат информации и безопасности (DISA) — была учреждена 29 ноября 1975, через восемнадцать дней после провозглашения независимости. Начальник DISA Луди Кисасунда имел ранг министра и подчинялся непосредственно президенту Агостиньо Нето.
Спецслужба открыто позиционировалась как тайная полиция правящей компартии МПЛА, активно участвовала в гражданской войне, подавлении внутрипартийной оппозиции, репрессивных операциях. Массовый террор и убийства создали DISA крайне одиозную репутацию. 22 июня 1979 DISA был расформирован за «эксцессы».

### MINSE
Функции госбезопасности перешли вначале к Министерству внутренних дел (MININT), это направление курировал Лоренсу Жозе Феррейра, он же Дианденге — заместитель министра Кунди Пайхамы. 7 июля 1980 учреждено Министерство государственной безопасности (MINSE). Министерские посты занимали Кунди Пайхама и Дину Матрос. 
Деятельность MINSE определялась характером партократии МПЛА, уставные задачи выдерживались в идеологизированном духе марксизма-ленинизма. Министерство являлось силовой структурой гражданской войны МПЛА с антикоммунистического повстанческим движением УНИТА (которое также располагало своей спецслужбой BRINDE).

### MININT
В начале 1990-х МПЛА под руководством президента Жозе Эдуарду душ Сантуша изменила характер режима — отказалась от марксистско-ленинской идеологии, допустила многопартийную систему и рыночную экономику. В ходе реформ 23 февраля 1991 было расформировано MINSE, отстранены многие функционеры — участники прежних репрессий. Функции госбезопасности вновь перешли в MININT, но в течение двух-трёх лет не имели постоянного структурного оформления. Только 27 августа 1993 — после потрясений первых многопартийных выборов и Хэллоуинской резни — был утверждён Органический статут MININT, в котором предусматривалось особое направление внутренней безопасности и соответствующее министерское подразделение. Его возглавил Фернанду да Пьедаде Диаш душ Сантуш, близкий родственник и сподвижник президента душ Сантуша.
Произошли некоторые изменения в концепции национальной безопасности (утверждена 16 сентября 1992) и принципах подбора кадров. Прямые партийно-идеологические установки заменялись на общегосударственные, противниками обозначались не «классовые враги», а экстремизм, терроризм, коррупция и оргпреступность. Понижена степень военизации. Членство в МПЛА перестало быть формально обязательным, но на практике предпочтение отдавалось активистам правящей партии. Неуклонным оставалось требование личной преданности главе государства. Ужесточения карательной политики приходились на периоды неудач правительства в военном противостоянии с УНИТА (например, в Войне 55 дней начале 1993 года).

### SINFO
25 марта 1994 в структуре MININT была учреждена профильная Служба информации (SINFO). Первым её руководителем в ранге замминистра внутренних дел стал Диаш душ Сантуш, впоследствии этот пост занимали Балтазар Гургел Домболо, Фернандо Миала, Фернанду Эдуарду Мануэл, Карлос Жозе Мануэл, Мариана Лижбоа, Себаштьян Мартинш.
Уставные задачи SINFO формулировались иначе, нежели DISA и MINSE. Партийно-идеологические мотивы изымались, подчёркивалось служение государству и верховенство закона. Приоритеты устанавливались в сборе и обработке стратегической информации, обеспечении государственной и общественной безопасности, международном сотрудничестве против терроризма и оргпреступности, даже в защите демократии, прав и свобод граждан. В то же время реальная деятельность SINFO определялась ходом гражданской войны с УНИТА. Вооружённая борьба против МПЛА квалифицировалась как «терроризм». SINFO играла важную роль в разведывательном и оперативном обеспечении контрповстанческих действий правительственных войск.
Гражданская война в Анголе завершилась после гибели Жонаша Савимби 22 февраля 2002. Новое руководство УНИТА согласилось на мирное урегулирование с правительством МПЛА и преобразовалось в легальную оппозиционную партию. Эти изменения коснулись и системы спецслужб. Законом 16 августа 2002 специальный закон утвердил новую Систему национальной безопасности Анголы. SINFO была выведена из MININT и преобразована в самостоятельное ведомство, подчинённое лично президенту. Параллельно функционировали Служба внешней разведки (SIE, также подчинена президенту) и Служба военной разведки (SIM, в структуре министерства обороны). Целью этой системы являлось поддержание достигнутой государственной стабильности и правящего положения президента душ Сантуша с его окружением.

## Структура и функции SINSE
5 марта 2010 SINFO была переименована и преобразована в Службу разведки и государственной безопасности (SINSE) — также напрямую подчинённую президенту. В задачи SINSE вменялось «обеспечение информации и аналитики для президента, мероприятия в сфере разведки и государственной безопасности, поддержание демократического правопорядка и общественного спокойствия, защита жизни и личной неприкосновенности граждан, содействие MININT и полиции». Подчёркивалась подотчётность SINSE органам парламентского контроля и ориентация на общенациональные, а не партийные задачи. При этом эксперты отмечали: в новой мировой обстановке угрозу национальной безопасности несут не враждебные государства, как в прежние эпохи, а силы иной природы — организованный криминалитет, подпольный экстремизм и терроризм, социальная деструкция.
Было налажено многоуровневое международное взаимодействие. Ближайшими партнёрами SINSE стали спецслужбы африканских государств (Мозамбик, ДР Конго, Республика Конго, Намибия, Замбия, ЮАР), прежде всего в вопросах пресечения противозаконной миграции. Для борьбы с наркоторговлей и финансовыми аферами наладилось взаимодействие со спецслужбами стран Евросоюза, особенно Португалии. Сохранены традиционные связи с Кубой и РФ, установлены контакты с КНР — здесь важное значение имело совместное противодействие «экстремизму» и «цветным революциям».
Функциональная структура SINSE первоначально вполне совпадала с SINFO. Служба централизованно управлялась директором и его кабинетом, базовую основу составили территориальные подразделения госбезопасности. Ключевыми отделами являлись охранный (оперативный) и консультативный (аналитический). Повышены квалификационные требования к сотрудникам: политическая информированность, общая культура, знание истории, географии, иностранных языков, владение новыми коммуникационными технологиями, малозаметность, а лучше отсутствие в социальных сетях.
Важное место в деятельности SINSE заняло тайное противоборство с партийными секьюрити УНИТА, среди которых неофициально сохранена и BRINDE. Вскрыть конфиденциальную информацию и проникнуть в руководство оппозиции не удалось. Ещё важнее для органов госбезопасности социальное недовольство в бедных городских кварталах, идеологическая радикализация новой внесистемной оппозиции, расовые конфликты, терроризм, религиозный фундаментализм, наркобизнес, нелегальная иммиграция, торговля людьми, отмывание преступных доходов. Особо отмечается, что SINSE действует в координации с MININT и полицией, но при повышенной секретности — имена сотрудников не оглашаются, берутся обязательства конфиденциальности, предпочтение отдаётся людям с незапоминающейся внешностью.
Аппарат SINSE участвовал во внутриэлитном противоборстве, охватившем верхушку МПЛА. Первым директором SINSE стал Себастьян Мартинш (впоследствии министр внутренних дел). Началась жёсткая борьба за силовой ресурс и близость к главе государства между Мартиншем и могущественным начальником военной канцелярии и службы безопасности президента Мануэлом Элдером Виейрой Диашем, известным как генерал Копелипа. Аппаратный потенциал Копелипы, ближайшего сподвижника душ Сантуша, значительно превышал влияние директора SINSE. 14 ноября 2013 президент душ Сантуш отстранил Мартинша и назначил директором SINSE Эдуарду Барбера Октавиу. Была постепенно отлажена координация структур правоохраны и безопасности в интересах правящей группы душ Сантуша.

## Новые установки и прежние традиции
26 сентября 2017 президентом Анголы стал Жуан Лоренсу. Вопреки первоначальным ожиданиям, новый глава государства повёл жёсткую кампанию против прежнего правящего клана. Важным актом этого курса стало назначение 13 марта 2018 нового директора SINSE — этот пост занял генерал Фернандо Миала — бывший руководитель SINFO и SIE, при душ Сантуше отбывший несколько лет заключения из-за конфликта с генералом Копелипой.
Назначение генерала Миалы стало важным шагом в укреплении позиций Жуана Лоренсу в силовом аппарате (впоследствии министром внутренних дел был назначен Эужениу Лаборинью, генеральным комиссаром полиции — Арналдо Мануэл Карлуш, начальником президентской службы безопасности — Франсишку Фуртадо). При этом именно SINSE выдвинулось при Лоренсу на первый план в сообществе ангольских спецслужб. Фернандо Миала характеризуется как «босс боссов» и даже «теневой президент».
Основной функцией SINSE эксперты считают оттеснение коррумпированных выдвиженцев душ Сантуша, подавление коррупции, дисциплинирование элиты. 22 апреля 2019 президент Лоренсу утвердил статут (устав) SINSE, где говорится, в частности, о беспартийности службы — ориентированной исключительно на национальные и государственные интересы (нарушения стали отмечаться буквально через несколько недель). В то же время при обостривших социальных конфликтах начала 2020-х SINSE практикует и политические преследования — например, оппозиционного активиста Жералду Далы, организовавшего в Квандо-Кубанго протесты при приезде президента.
Ангольское сообщество спецслужб, особенно органы госбезопасности, зачастую объединяется термином «DISA» (подобно «ЧК» или «КГБ» в СССР и РФ). Провозглашается департизация, деидеологизация, верховенство демократической законности, истоки проводятся к ангольским традициям давних веков (государство Ндонго, восстание Мбанди Нголы) — однако SINSE воспринимается как преемник спецслужб МПЛА времён гражданской войны. Показательно, что дата 29 ноября 1975 года нередко называется днём основания SINSE — тогда как реально это день основания DISA. 29 ноября в Анголе — государственная дата: День разведывательного сообщества.